# Gustave Tritant
 Gustave Tritant, né le 11 août 1837 à Les Mesneux près de Reims et mort à Rethel (Ardennes) le 21 mai 1907, est un organiste et compositeur français.

## Biographie
Il fait ses premières études musicales à la maitrise de Reims, sous la direction de M. Hubert et devient organiste à la basilique Saint-Remi.
Après un court passage comme organiste à la cathédrale de Châlons il s’installe à Paris, comme maître de chapelle à Saint-Eustache, ensuite organiste et maître de chapelle à Saint-Augustin et Saint-Pierre-du-Gros-Caillou.
Plus tard, il est organiste à Notre-Dame-du-Camp à Pamiers dans le Midi; enfin organiste à Rethel en Ardennes et professeur au collège religieux de cette ville où il décède en 1907.
Il a eu deux filles, Sylvie et Jeanne.

## Œuvres

### Bibliothèque vaticane
- A la brise. Barcarolle.
- Sourire d’enfant. Berceuse.
- Cantate pour la visite d’un Pasteur ou d’un Supérieur. Chœur à 2 voix égales
- Cantique au bienheureux Urbain II. Chœur à l’unisson avec solo.
- Deux rimeuses. Duo comique avec parlé.
- Il signor Fortunardi. Scène de charlatanisme.
- Jamais bienfait ne fut perdu. Récit chanté.
- Les péchés de Grand Mère. Duo avec parlé.
- Oiseaux bénis. Mélodie.
- Pentecôte. Esprit-Saint. Chœur à 3 voix égales avec solos.

### Piano
- Diane de Gabie Polka. Paris : Aymard Dignat (1868)
- Galop de concert op. 29. Paris : Aymard Dignat (1871)
- Alice! Polka. Paris : Aymard Dignat (1907)

### Chant et piano
- O mon Pays, adieu! Chanson dramatique, paroles de C. Goulet. Reims : E. Mennesson (1880)
- Les Chants du pensionnat. Collection de chœurs à deux et trois voix égales avec accompagnement de piano. Paroles expressément composées pour la jeunesse. À 2 voix. 3 Séries. Paris : H. Gautier (1882)
- Une grave affaire! (Historiette), paroles de Charles Lexpert. Reims : E. Mennesson (1889)

### Musique religieuse vocale
- Ave Maria à trois voix, pour soprano, mezzo-soprano et basse, acc. de piano ou d’orgue. Paris : coll. Lyra Sacra, A. Leduc (1879)
- Ave Maria (no 2) pour ténor ou soprano, acc. de piano ou d’orgue. Paris : coll. Lyra Sacra, A. Leduc (1879)
- Tantum Ergo à 3 voix, acc. de piano ou d’orgue. Paris : coll. Lyra Sacra, A. Leduc (ca. 1879)
- Ecce Panis à 4 voix, acc. de piano ou d’orgue. Paris : coll. Lyra Sacra, A. Leduc (ca. 1879)
- Tota Pulchra Es, à 2 voix, acc. de piano ou d’orgue. Paris : coll. Lyra Sacra, A. Leduc (ca. 1879)
- La salutation angélique, à 3 voix égales. Luik Muraille s. a. (Belgique)
- L’Oraison Dominicale. Chœur à 3 voix égales ; paroles d’André Bouery. Paris : H. Gautier, [ca. 1899].

### Orgue ou harmonium
- L’office pratique de l’organiste en 13 volumes. Paris : Enoch père et fils (1879-1889)

Vol. 1: 56 Versets pour les magnificats des 8 tons du plain-chant
Vol. 2: 80 Strophes dans tous les tons
Vol. 3: 218 Versets courts et faciles
Vol. 4: Office du matin - Offertoires, élévations, communions etc.
Vol. 5: Office du soir - Antiennes, strophes, préludes etc.
Vol. 6: 20 Marches pour mariages, orgue ou harmonium
Vol. 7: 24 Prières pour élévations et communions
Vol. 8: 12 Offertoires solennels
Vol. 9: 150 Antiennes ou versets classés par tonalité
Vol. 10: 50 Nouvelles strophes, renfermant élévations, communions, graduels, etc.
Vol. 11: ? (introuvable)
Vol. 12: 25 Nouveaux offertoires
Vol. 13: Messes paroissiales

### Articles
- Nécrologie dans Le Ménestrel, 15 juin 1907, p. 192 : lire en ligne sur Gallica